# 哈珀斯费里級船塢登陸艦
哈珀斯費里級船塢登陸艦是美國海軍於20世紀90年代初建成的一類船塢登陸艦。該設計由惠德比島級改進而來，犧牲了登陸艇的容量以換取更多的貨物空間，使其更接近於兩棲運輸船類型，但並未被指定為此類。從外觀上看，這兩個級可以通過武器的位置來區分：哈珀斯費里級的密集陣近程防禦系統安裝在前方，RAM發射器安裝在艦橋頂部，而惠德比島級則有相反的佈置。
截至2009年，該級所有艦艇均計劃進行中期升級，以確保其繼續服役至2038年。這些艦艇於 2013年之前每年進行升級，最後一艘艦艇於2014 年進行現代化改造。海岸線將在Metro Machine Corp進行升級，而以西海岸為基地的船舶將在聖地亞哥的通用動力國家鋼鐵造船公司接受升級。
升級包的主要內容包括柴油發動機改進、燃油和維護節省系統、工程控制系統、增加空調/冷凍水容量以及更換空氣壓縮機。這些船舶還用全電動功能取代了蒸汽系統，這將減少維護。

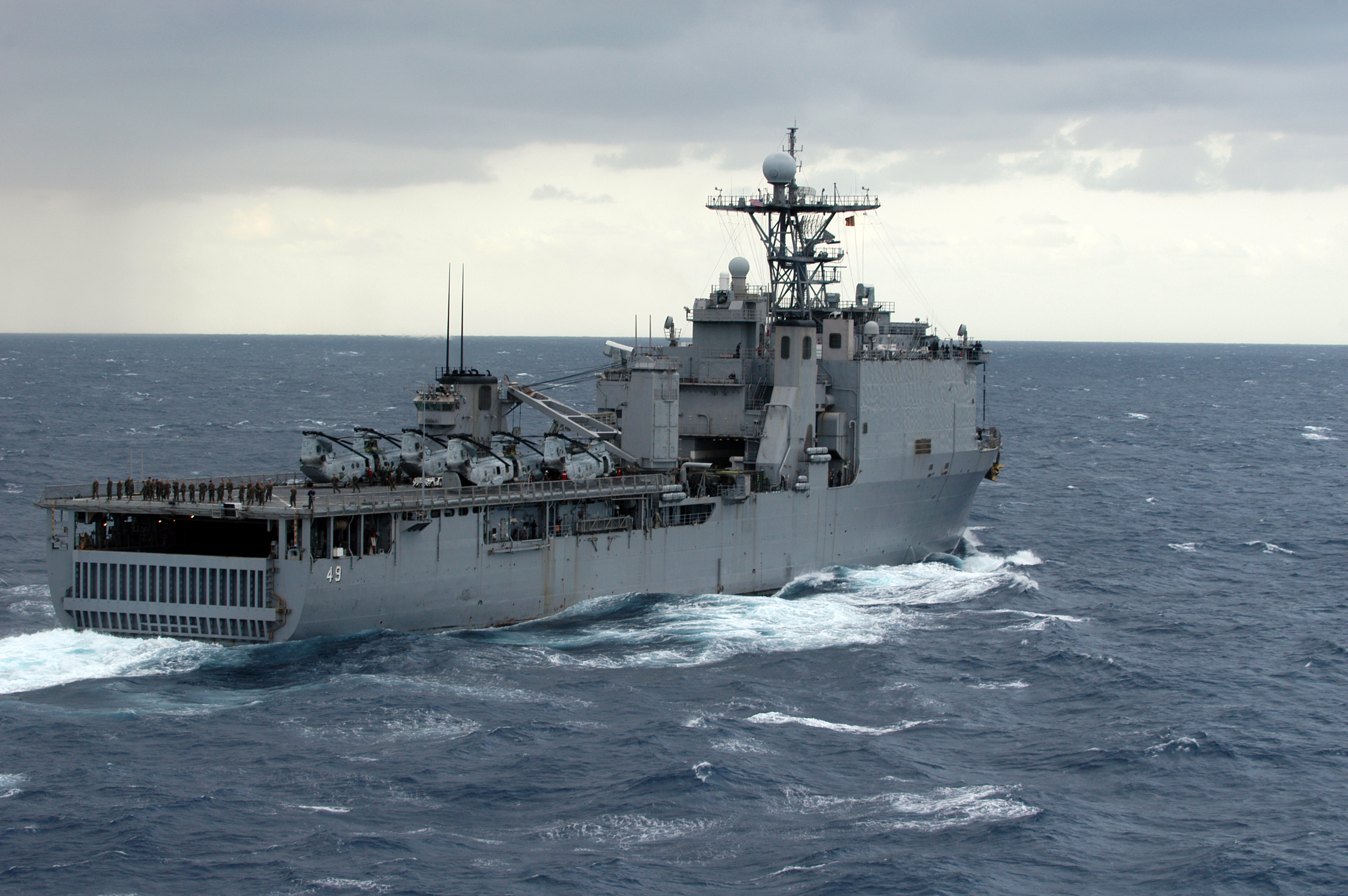
哈珀斯費裡號艦船尾部圖

## 同級艦艇
| 舷號   | 艦名          | 下水日期      | 服役日期      | 除役日期   | 母港             | 現狀   |
| LSD-49 | 哈珀斯·费里號 | 1993年1月6日  | 1994年11月1日 | 预计2028年 | 圣迭戈海军基地   | 服役中 |
| LSD-50 | 卡特霍尔號    | 1993年10月2日 | 1995年9月30日 | 预计2028年 | 小溪海軍兩棲基地 | 服役中 |
| LSD-51 | 奥克希尔號    | 1994年6月11日 | 1996年6月8日  | 预计2029年 | 小溪海軍兩棲基地 | 服役中 |
| LSD-52 | 珍珠港號      | 1996年2月24日 | 1998年5月30日 | 预计2029年 | 圣迭戈海军基地   | 服役中 |

## 參照
1. ↑  . Navy News Service. 2010-09-12  [2011-03-02]. （原始内容存档于2010-11-13）.
2. ↑  . Navy News Service. 2010-09-12  [2011-03-02]. （原始内容存档于2010-11-13）.
3. ↑  . Navy News Service. 29 May 2009  [30 May 2009]. （原始内容存档于2012-10-20）.

## 資料來源
- 美國海軍型號信息 的存檔，存档日期2011-03-11.
- Hutchinson, R. (2002) Jane's Warship Recognition Guide Harper Collins：倫敦，紐約。